# Funicolo ombelicale

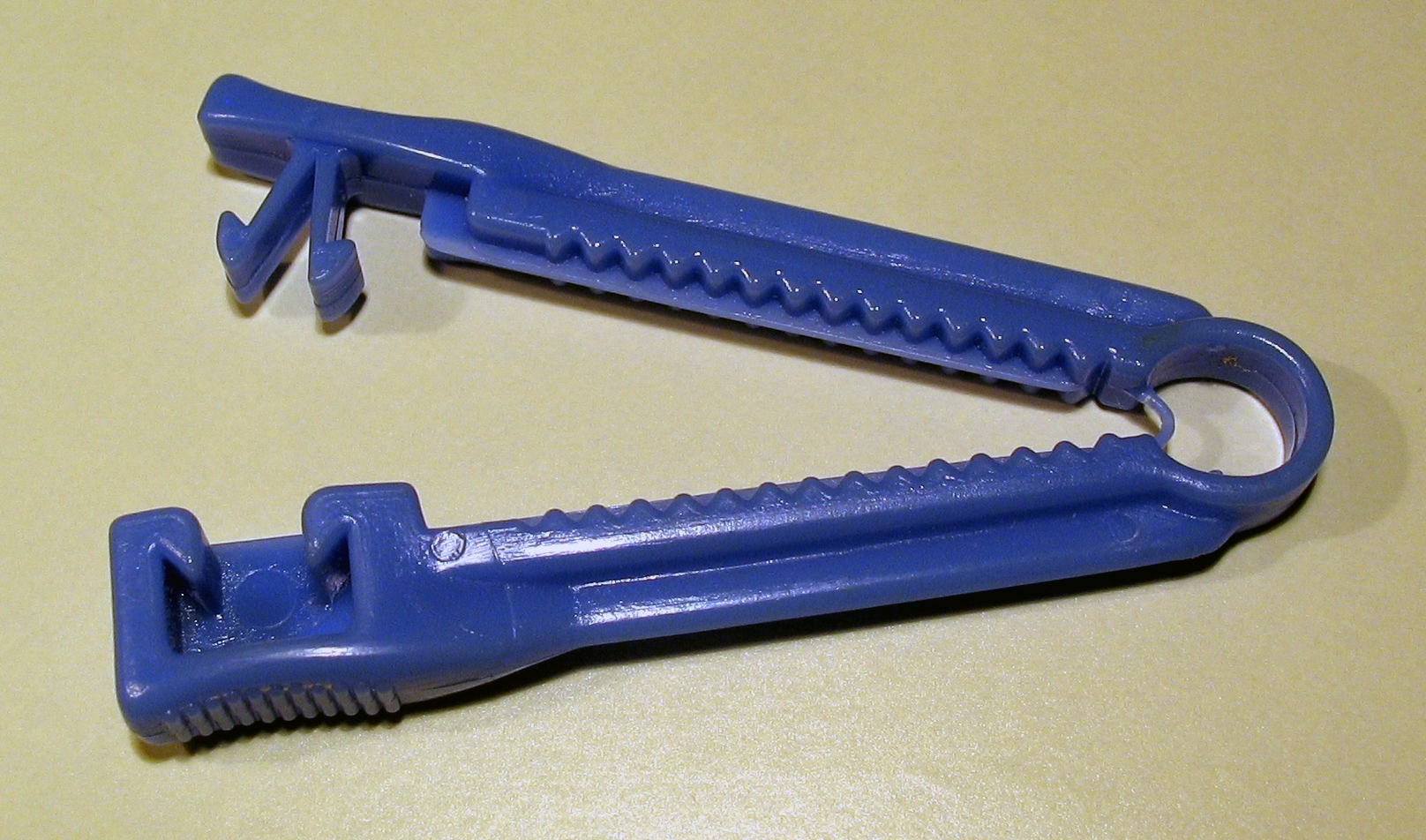
Morsetto (clamp) per il taglio del funicolo ombelicale

Il funicolo ombelicale o cordone ombelicale collega feto e placenta.
A termine è lungo circa 55 cm e largo 2 cm e presenta una quindicina di volute attorno al suo asse lungo.

È liscio, lucente, semirigido, flessibile e molto resistente, potendo sopportare oltre 5 kg di peso.
Generalmente si inserisce al centro della placenta, ma talora è eccentrico, oppure si inserisce sul margine configurando una situazione detta a racchetta. È possibile anche che si inserisca sulle membrane ovulari, decorrendo per un breve tratto su queste prima di giungere alla placenta (inserzione velamentosa).
Il funicolo è costituito da una sostanza gelatinosa detta gelatina di Wharton, costituita da tessuto connettivo mucoso maturo, irregolarmente distribuita, potendo infatti creare delle concrezioni dette nodi falsi, poiché possono dare l'impressione di un nodo. Questi nodi e il cordone stesso contengono cellule staminali neuronali e quindi hanno ruolo fisiopatologico. A volte si formano anche dei nodi veri (circa 1% delle nascite) raramente fatali perché la gelatina di Wharton di solito impedisce la totale occlusione dei vasi. All'interno della gelatina sono immersi i tre vasi ombelicali: una vena ombelicale e due arterie ombelicali. La vena porta sangue ossigenato e ricco di nutrienti dalla placenta al feto, mentre le due arterie trasportano i cataboliti del feto alla placenta.

## Sangue del cordone ombelicale
In molti paesi il prelievo, la donazione e la successiva conservazione del sangue da cordone ombelicale sono diventate pratiche comuni. Il sangue del cordone ombelicale è infatti una fonte preziosa di cellule staminali ematopoietiche in alternativa a quelle prelevabili dal midollo osseo per curare importanti malattie del sangue (ad esempio le leucemie). Le cellule staminali possono essere conservate per periodi di tempo molto lunghi (più di vent'anni) dentro appositi contenitori criogenici, dove la temperatura viene costantemente mantenuta al di sotto dei -150 °C tramite immersione in azoto liquido o in atmosfera di vapori di azoto. I contenitori criogenici vengono conservati presso apposite strutture opportunamente attrezzate, chiamate criobanche o, più semplicemente, banche.
La donazione del sangue del cordone ombelicale può essere per uso "eterologo" (ovvero "allogenico" o "pubblico"), quando viene messa a disposizione della comunità, oppure per uso autologo (privato) quando le cellule staminali vengono conservate per l'eventuale cura futura del neonato o uno dei suoi familiari.
In Italia la donazione può essere fatta gratuitamente nelle banche pubbliche. È una scelta solidaristica molto importante, viene attuata attraverso procedure ben codificate e assolutamente sicure per mamma e bambino.
I criteri di selezione per l'idoneità alla donazione sono stabiliti nel Decreto 2/11/215. 
I timori espressi da molti esperti ed operatori, specialmente negli ambienti ostetrico-ginecologici, che la donazione del sangue del cordone ombelicale possa nuocere al neonato non è priva di considerazione nel mondo scientifico. Tali dubbi si basano sull'ipotesi che il sangue che viene donato possa essere sottratto alle esigenze del feto, e dall'osservazione che nella nascita naturale senza interventi esterni, sia per gli animali che per gli esseri umani, tutto il sangue contenuto nella placenta e nel cordone ombelicale ritorna effettivamente al circolo sanguigno del neonato, mentre con la donazione esso viene asportato. Tale ipotesi richiede ulteriore ricerca scientifica, ad oggi inspiegabilmente limitata.
Il tempo di clampaggio artificiale del cordone, non deve essere significativamente modificato in caso di donazione rispetto alla sola recisione del funicolo imposta dall'attuale prassi, mentre è assai diverso in caso di nascita completamente naturale la quale consente anche di evitarlo del tutto. Il tempo raccomandato da alcune società scientifiche per il clampaggio del cordone ombelicale è ad un minuto dalla nascita. Tale tempistica è assolutamente compatibile con la raccolta per donazione. Tempi maggiori, intercorrenti tra nascita e clampaggio del cordone, determinano maggior afflusso di sangue e quindi possibile incidenza minore di ittero neonatale.
È doveroso ricordare che la donazione di sangue cordonale è riservata soltanto a neonati sani a termine con decorso del parto e post partum regolare. In caso di feto con problematiche della salute o feto pretermine, la donazione non è consentita ed in questo caso il clampaggio del cordone potrebbe dover avvenire con tempi diversi.
Solo in casi particolari previsti dall'allegato 1 del DL 18 novembre 2009, è prevista la possibilità di conservare il sangue del cordone ombelicale presso banche pubbliche. Tale possibilità è riservata solo a neonati per cui sia evidenziata una patologia per cui possa essere indicata una terapia con il sangue cordonale.
Non ci sono indicazioni per sostenere la conservazione privatistica, in quanto l'ipotesi di poter utilizzare il sangue del cordone ombelicale per curare eventuali patologie che dovessero insorgere nel neonato nella vita futura, non ha nessuna validità scientifica.
Il trapianto di cellule staminali, per curare patologie come ad esempio la leucemia, necessita di una reazione immunitaria (graft Vs leukemia) che in caso di trapianto con le cellule del soggetto stesso sarebbe assente, determiando l'insuccesso del trapianto. Tale pratica è stata spesso suggerita da soggetti privati proprietari di banche situate fuori dal contesto nazionale, è utile ricordare che l'Autorità Garante della Concorrenza e del Mercato, è intervenuta sanzionando alcune banche private per irregolarità circa le informazioni fornite (comunicazione ingannevole).
Il prelievo viene effettuato dal personale della clinica dove ha luogo il parto, a parto avvenuto, raccogliendo in una sacca sterile tutto il sangue contenuto all'interno del funicolo. La sacca viene quindi posta in un apposito contenitore termostatico e spedita al laboratorio della struttura pubblica che esegue la lavorazione del sangue, dove deve giungere entro 48 ore. Il sangue viene quindi analizzato e separato per ottenere le cellule staminali, che viene successivamente addizionata con dimetilsolfossido (DMSO), per proteggere le cellule durante il congelamento, e congelata con un opportuno profilo di temperatura. Le cellule staminali, vengono quindi trasferite in un contenitore criogenico di quarantena dove rimangono in attesa dell'esito degli esami (circa 3 settimane). Se gli esiti sono favorevoli, vengono trasferite nel contenitore definitivo.

## Patologie

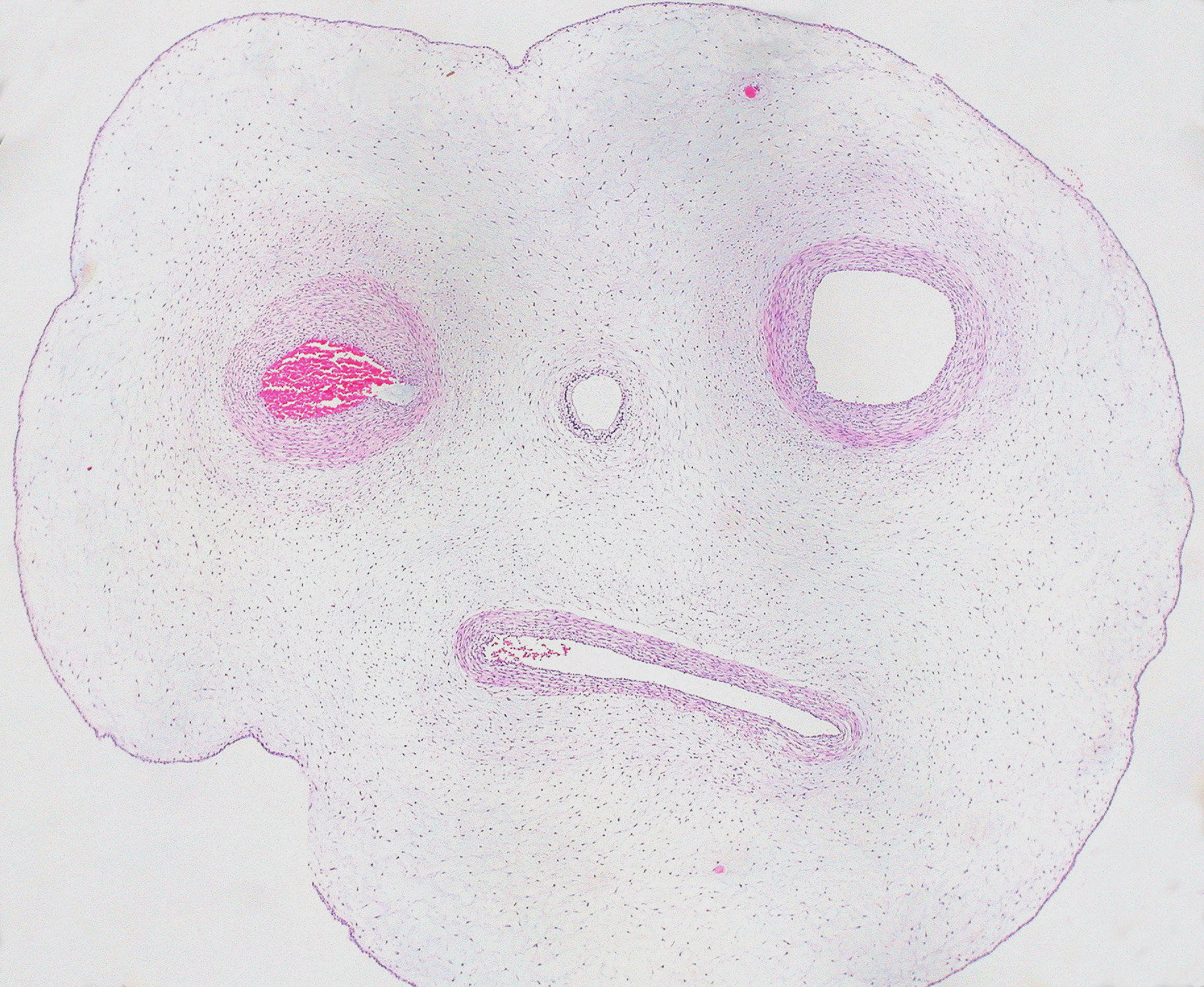
Sezione trasversale di funicolo ombelicale. In alto a destra e a sinistra: le due arterie ombelicali. In basso: vena ombelicale. Nel mezzo: resti dell'allantoide.

A parto avvenuto, dopo aver atteso un minuto, in caso di parto eutocico a termine, lo si stringe con due mollette e lo si recide tra queste, a livello prossimale al feto.
A questo punto è importante contare i vasi, in quanto la presenza di una sola arteria è spesso associata a malformazioni. L'incidenza di arteria singola è di 0,2-5%, più bassa nelle gravidanze singole che non in quelle gemellari e nei nati a termine rispetto ai prematuri.
Definire il lato colpito è importante, poiché l'aplasia dell'arteria sinistra (mancante nel 70% dei casi di aplasia di arteria ombelicale) è associata, in ordine di frequenza, ad anomalie genitourinarie, cardiovascolari, gastrointestinali, del sistema nervoso centrale, muscoloscheletriche. Inoltre, nel 15-20% dei casi, è associabile un'anomalia cromosomica (trisomia 13 o 18).